# Distretto di Toktogul
Il distretto di Toktogul (in kirghiso Токтогул району?, Toktogul rayonu) è un distretto (raion) del Kirghizistan con  capoluogo Toktogul.

Sia il distretto che il capoluogo sono intitolati in onore del famoso musicista Toktogul Satılgan, alla quale la zona ha dato i natali.